# Rue de l'École-de-Médecine (París)
Rue de l'École-de-Médecine és un carrer situat als barris d'Odéon i Monnaie del 6 districte de París.

## Localització i accés
Rue de l'École-de-Médecine està servida per les línies 4 i 10 a l'estació d'Odéon .
Carrers que hi donen
La Rue de l’École-de-Médecine reuneix les següents carreteres, per ordre de nombre creixent (“ g » indica que el carrer és a l'esquerra, " d » a la dreta) :
- Inici : rue Hautefeuille (d) ;
- rue Antoine-Dubois (g) ;
- rue Dupuytren (g) ;
- Final: boulevard Saint-Germain .

## Origen del nom
Aquesta plaça deu el seu nom a la proximitat de la Facultat de Medicina .

## Històric
Aquest camí es troba en el lloc d'un camí gallo-romà que separa dues vinyes : Clos de Laas al nord de Clos Gibard al sud. El soterrani dels primers nombres senars mostra restes dels banys termals de Lutèce, que s'estenia sota l'actual Boulevard Saint-Michel .
A finals del segle xii, època de persecució, aquestes ruïnes van servir de cementiri jueu, al damunt del qual es va aixecar una capella a principis del segle següent, després que el nou recinte construït per Philippe Auguste prigués els veïns de la seva església parroquial de Saint-Germain- des -Tancar. La capella, transformada per a l'ocasió en l' església de Sant-Côme-Sant-Damien, va acollir l'any 1255 les relíquies dels sants Cosme i Damien, així com la nova confraria dels cirurgians . Avui, dins de l' Escola de Medicina de la Universitat de París V, és l'amfiteatre Sant-Côme, reconstruït al segle xix .
A finals del XIII XIII segle, el carrer pren el nom de “ rue des Cordèles », porta el nom dels monjos, els Cordeliers, el convent dels quals està situat en aquest carrerr. El 1304 va prendre el nom de l'església situada a la cantonada de la rue de la Harpe i es va convertir en el " carrer Saint-Côme-et-Saint-Damien ".
Es cita sota el nom de " rue des Cordeliers » per part, i « rue des Boucheries », per una altra part, en un manuscrit de 1636 .
Fins l'any 1672 s'anomenava “ carrer Saint-Germain », perquè en ell estava situada la porta del mateix nom . El 19, un decret del Consell del Rei ordenava l'ampliació de l'anomenada rue des Cordeliers, el seu nou nom, i l'enderrocament definitiu de la Porta de Saint-Germain
El 1767, el carrer ampliat va acollir la nova escola d'arts decoratives, que es mantindria al n 5 fins al 1945  . A l'inici de la Revolució, l'any 1790, va prendre per primera vegada el nom de “ rue de l'École-de-Médecine », per seguir la nacionalització del convent.
A la sessió del 25, dues setmanes després de l'assassinat de Marat, una diputació de la secció del Théâtre-Français (actual Théâtre de l'Odéon ) va sol·licitar que el " rue des Cordeliers », on vivia Marat, ser rebatejat amb el seu nom . El carrer no guarda el nom de " carrer Marat » que fins a l'Any II ( 27 juillet 1794 ), temps de la caiguda de Robespierre, llavors prengué el nom de « rue de l’École-de-Santé » fins 11r Floréal any IV ( 20 avril 1796 ), data de la qual prengué el seu nom definitiu, « rue de l'École-de-Médecine ".
L'església de Sant-Côme-i-Sant-Damien, que esdevé propietat de l'estat l'any 1790, llavors taller de fusteria, ha ser destruïda l'any 1836 per permetre l'ampliació de la rue Racine . Sobre les seves dependències es van construir els nostres n 1, 3 i 5 rue de l’École-de-Médecine.

### Rue des Boucheries-Saint-Germain
Aquest carrer s'estenia des de l'encreuament de l'Odéon fins a la plaça Sainte-Marguerite (o plaça Gozlin ), que es trobava a la intersecció de la Rue de Buci, la Rue du Four i la Rue de Montfaucon . Aquest carrer, situat extramurs, entre el recinte de Philippe-Auguste i el de l'abadia de Saint-Germain-des-Prés, pren el nom de les carnisseries de Saint-Germain-des-Prés . La meitat d'aquesta via pública va ser construïda en terrenys que formaven part del lagar de l'abadia de Saint-Germain-des-Prés  .
Es cita sota el nom " rue des Boucheries » en un manuscrit de 1636.

El 1849, la rue des Boucheries-Saint-Germain va ser absorbida per la rue de l'École-de-Médecine  . Aquest tram va ser eliminat durant la construcció del Boulevard Saint-Germain, declarat d'utilitat pública el 1866  .

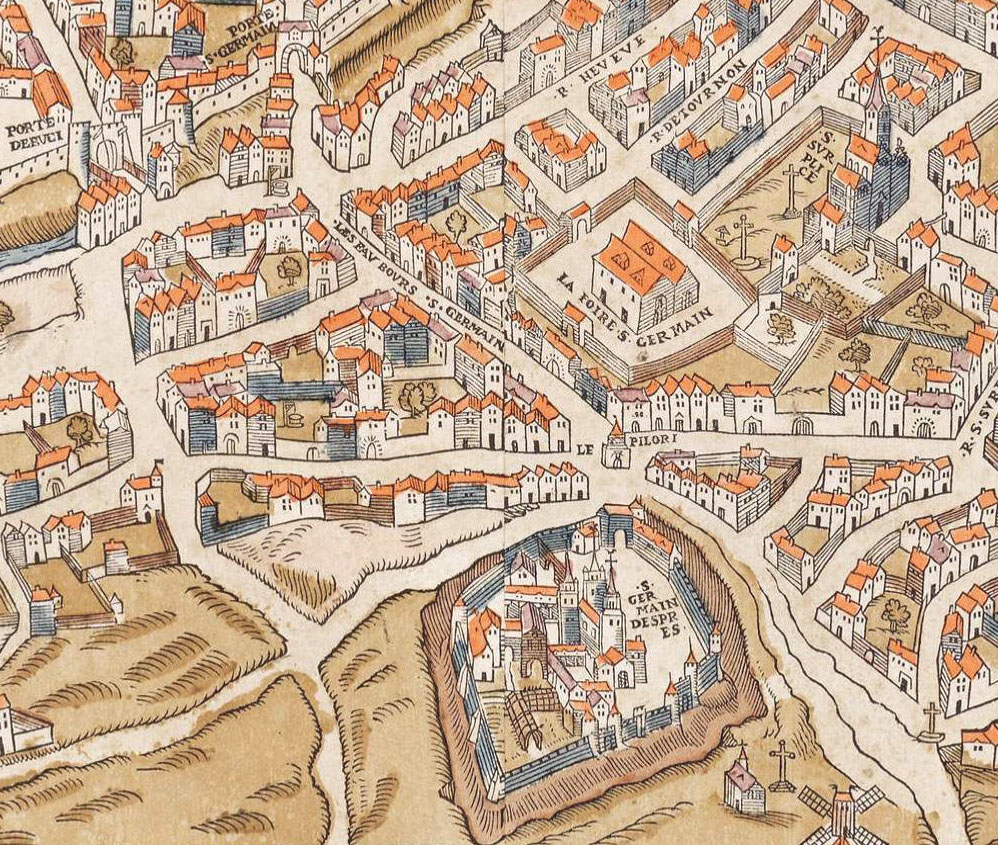
El carrer del mapa de Truschet i Hoyau
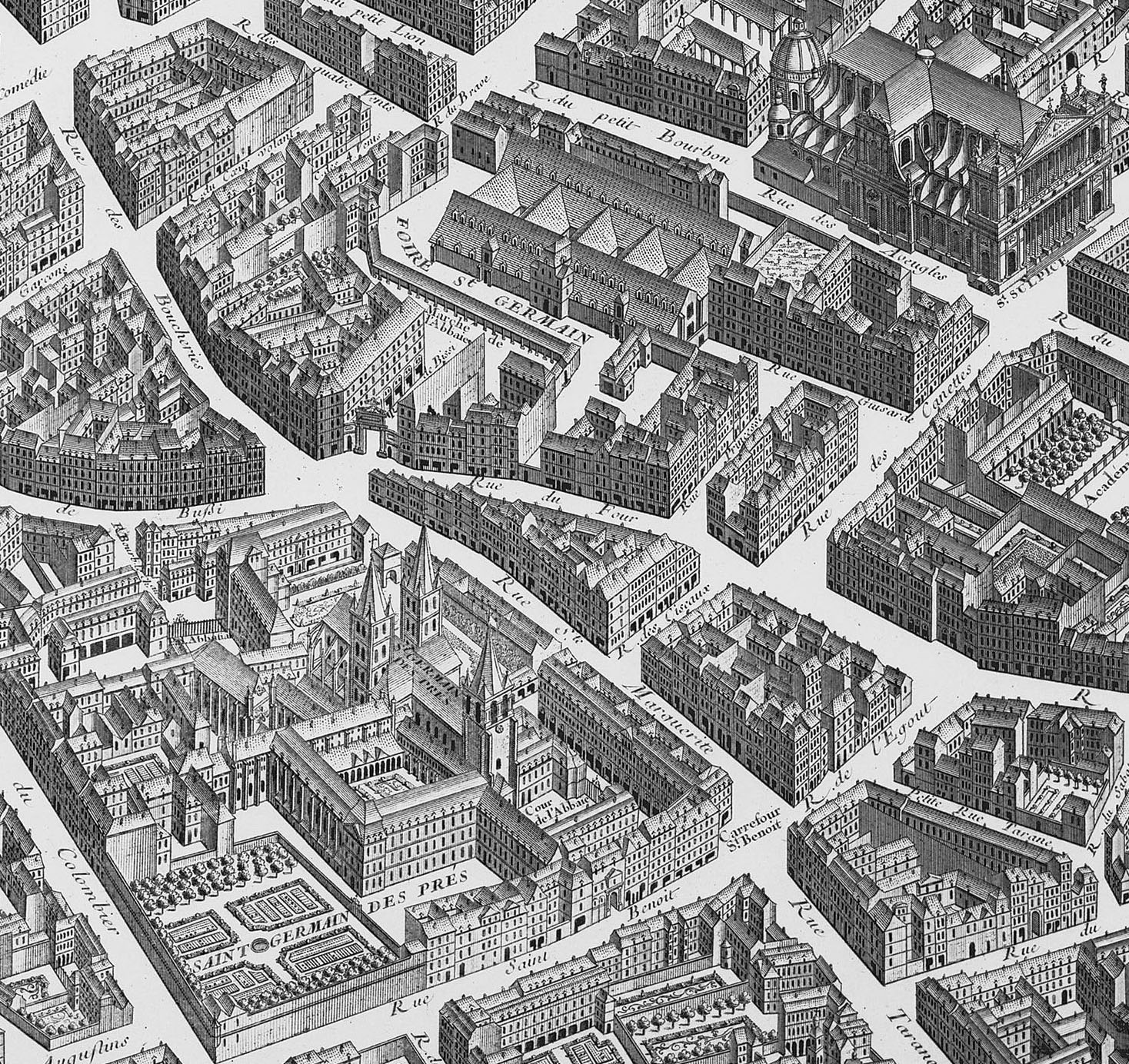
El carrer del mapa de Turgot
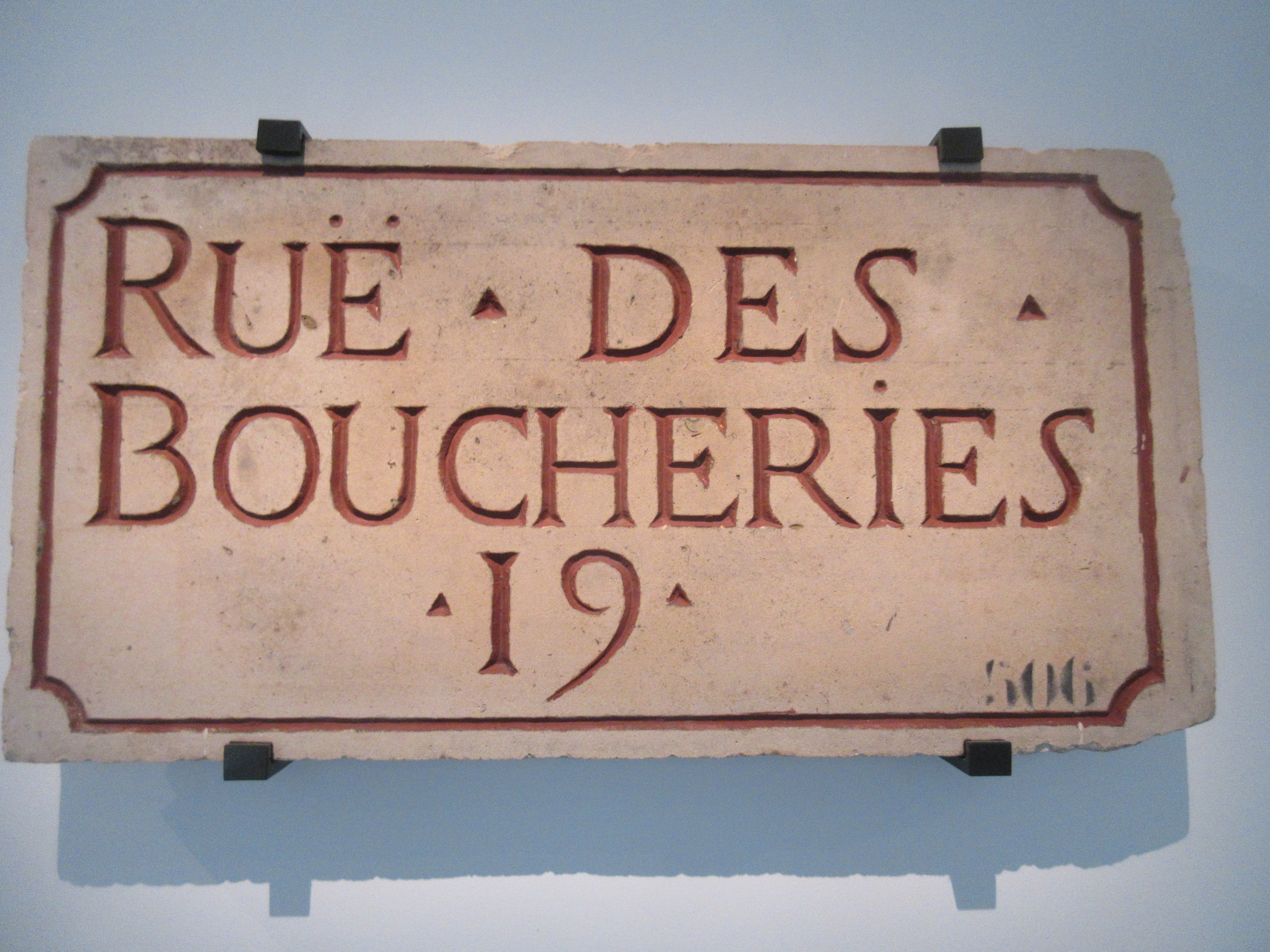
Placa datada XVIIIsegle XVIII segle . Aleshores el carrer està situat al 19 districte de París. Placa de pedra de Liais gravada. Museu Carnavalet .

## Edificis notables

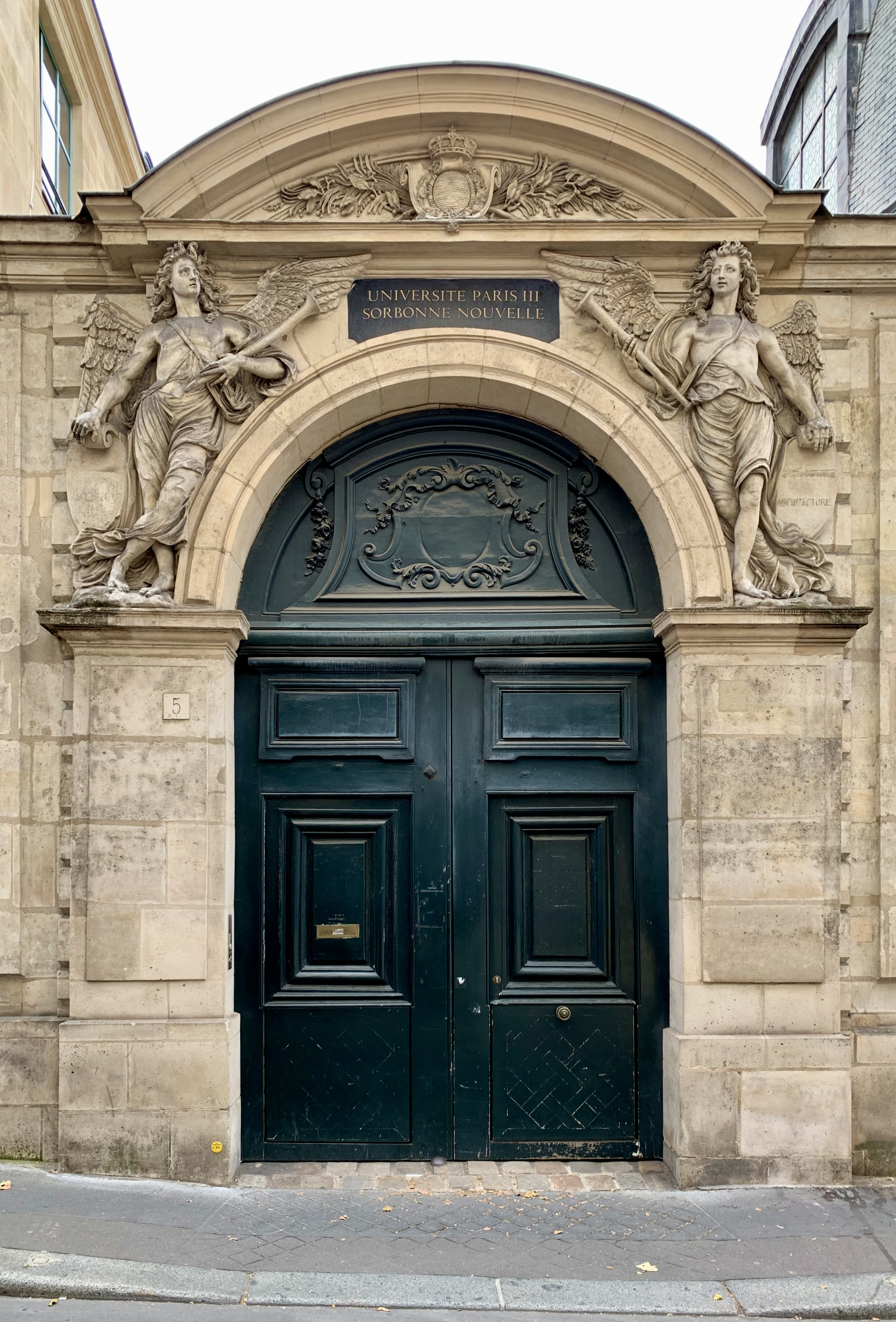
Entrada a l'antiga Reial Acadèmia de Cirurgia al n. 5
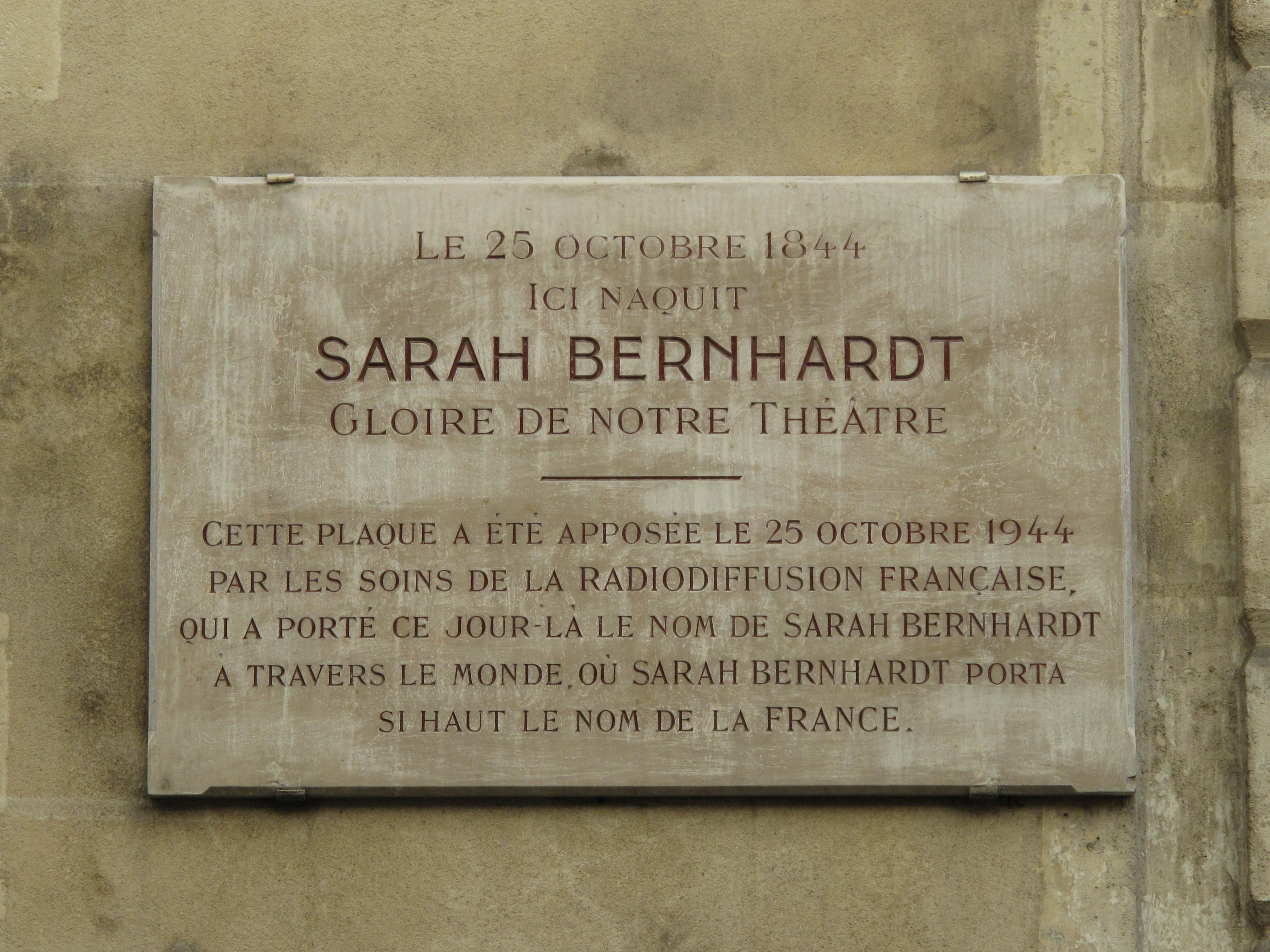
Placa enganxada al n 5 indicant que Sarah Bernhardt hi va néixer.
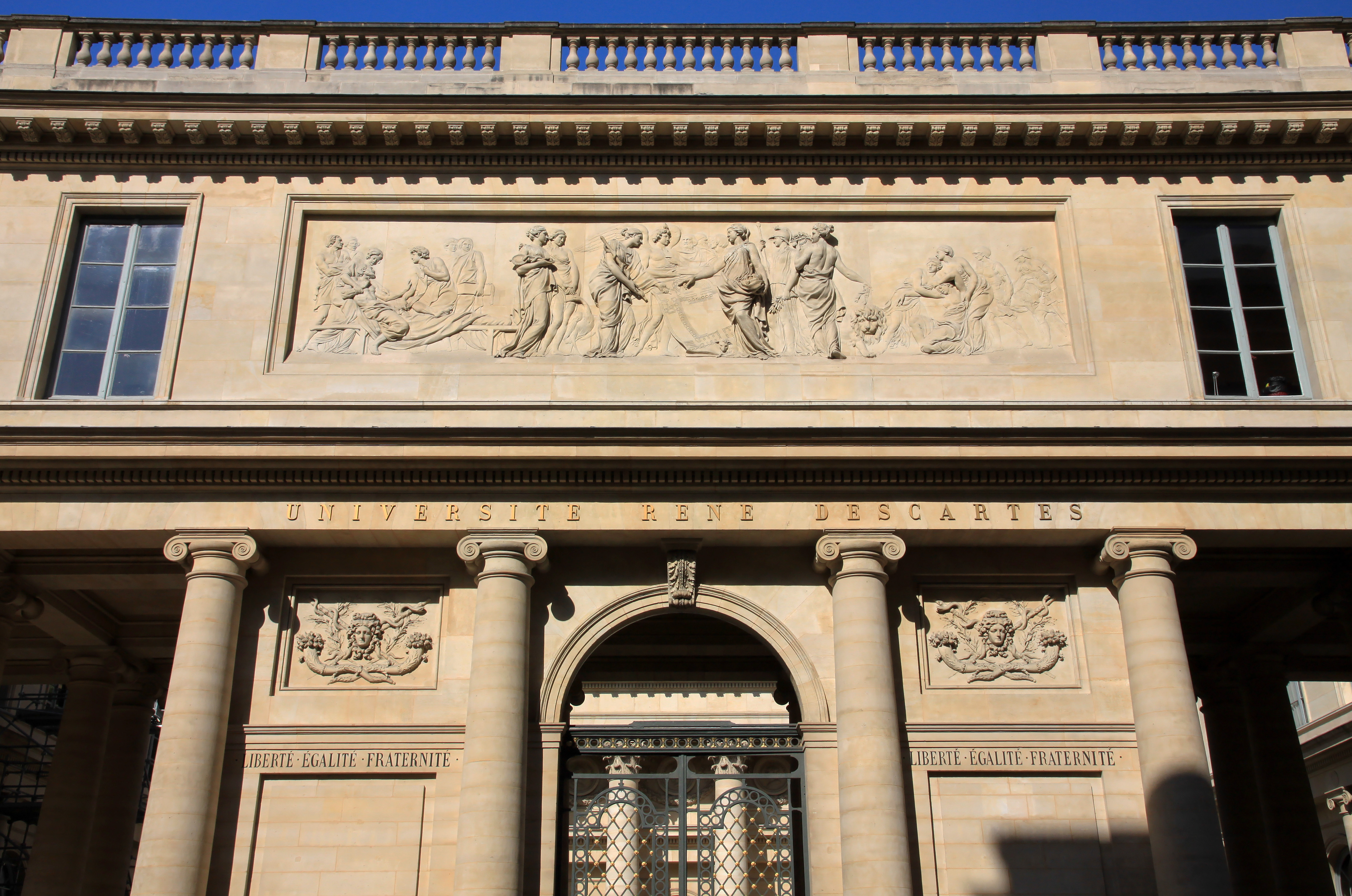
Entrada principal al n 12 de la seu de la Facultat de Medicina de París Descartes .
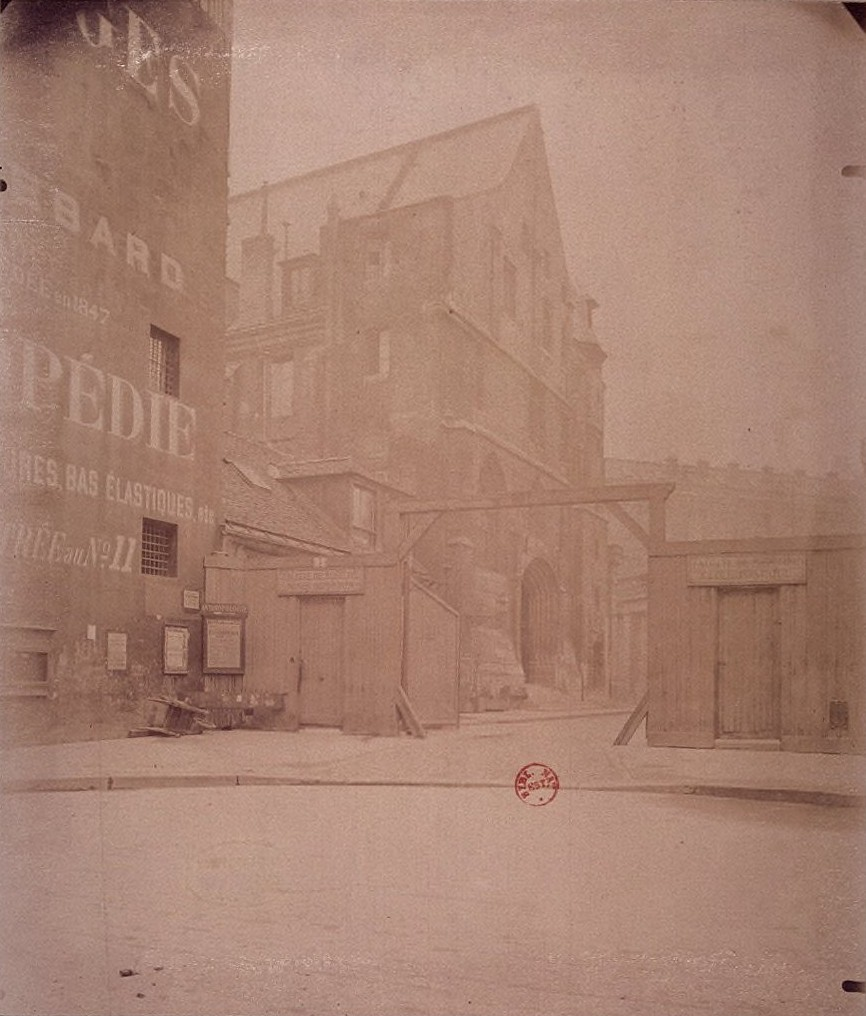
Entrada al convent dels Cordeliers de París al n. 15, fotografia d'Eugène Atget (1899).
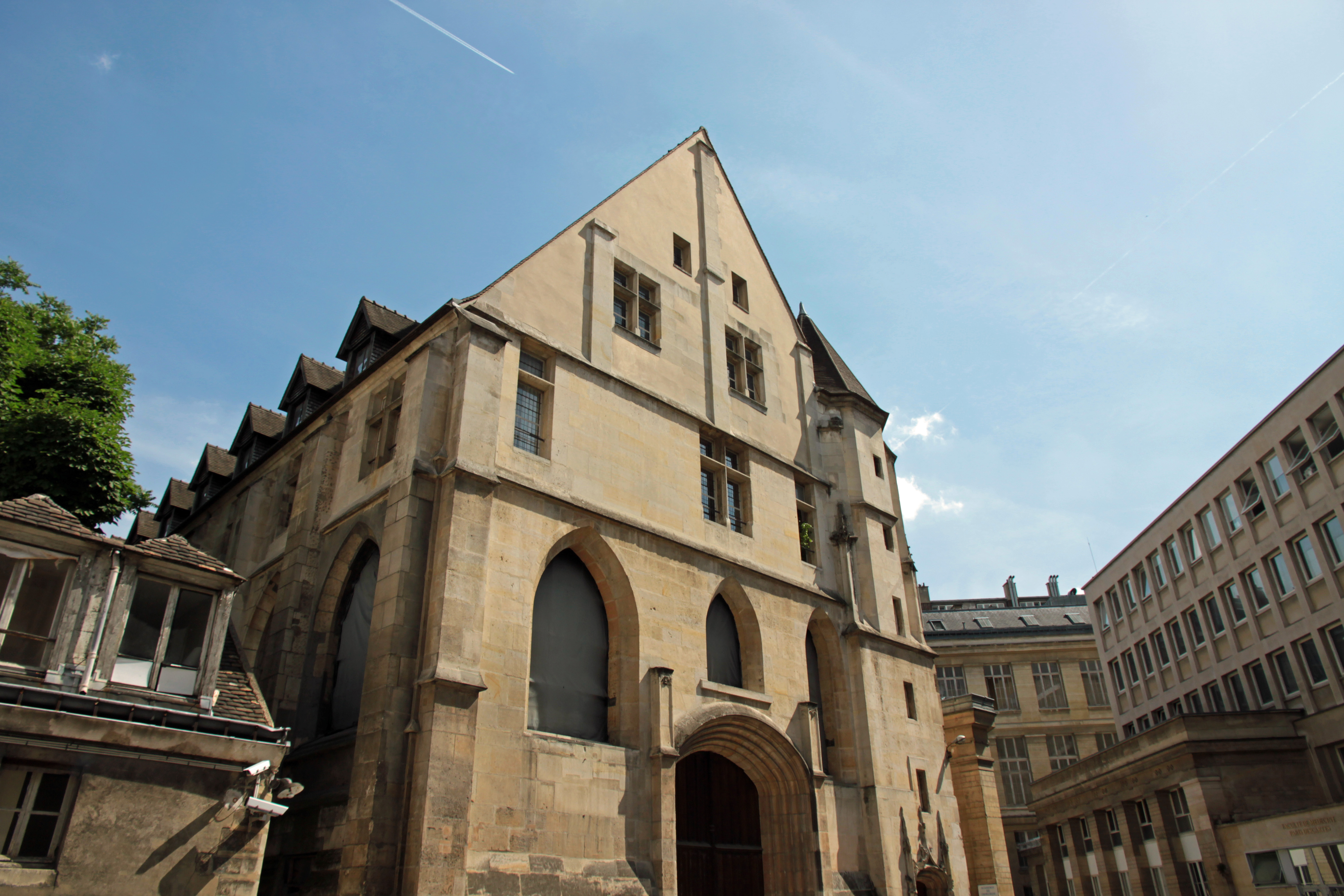
L'antic convent dels Cordeliers de París el 2011.
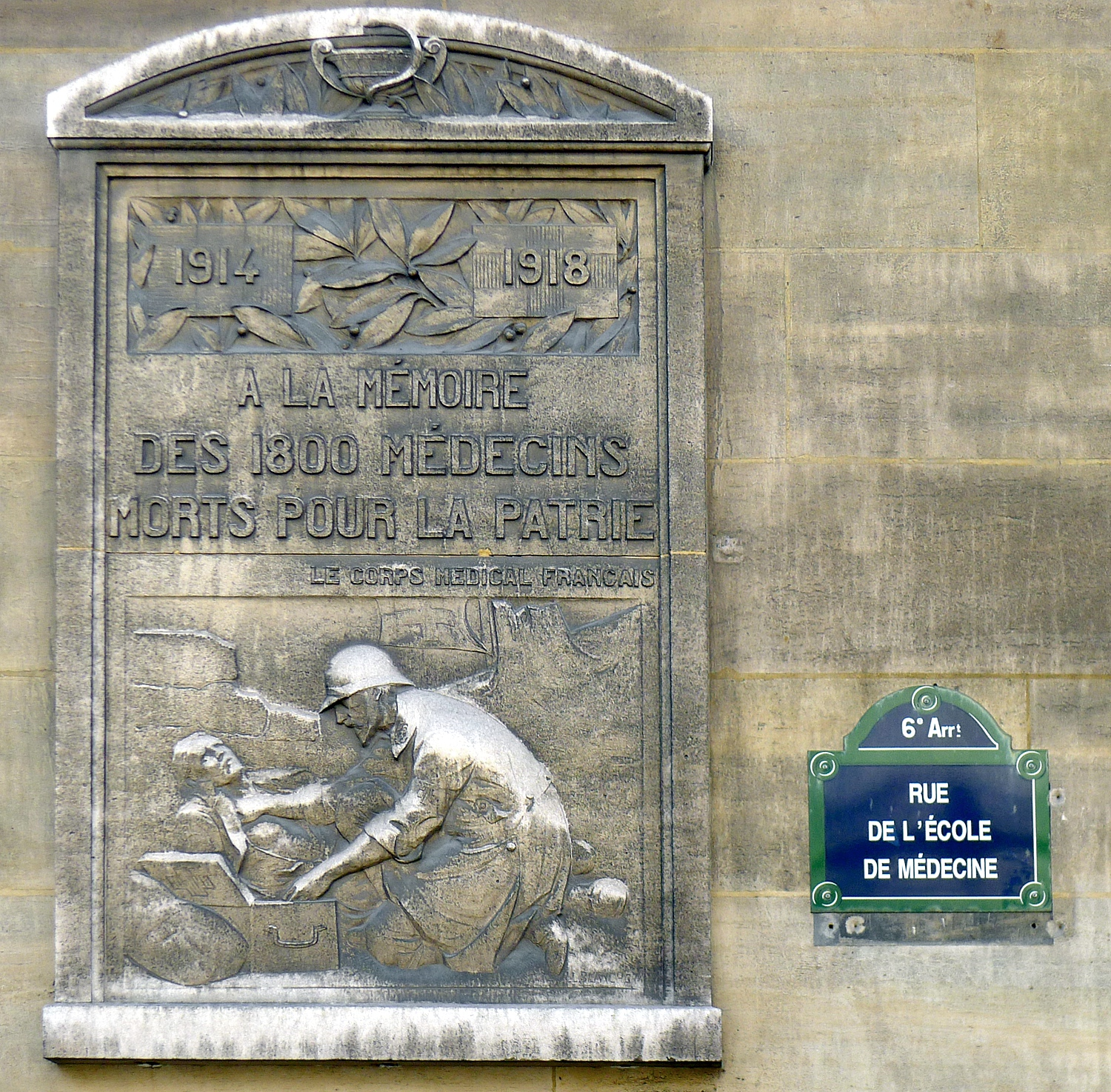
Placa en homenatge als 1.800 médecins que van morir durant la Primera Guerra Mundial, situada a la façana del n 15.